# 탈출 17시
"탈출 17시"(탈출 십칠시)는 한국에서 제작된 임원직 감독의 1968년 영화이다. 신영균 등이 주연으로 출연하였고 황의식 등이 제작에 참여하였다.

## 출연

### 주연
- 신영균
- 태현실
- 박암
- 최남현

## 기타
- 조명: 장기종
- 미술: 이문현